# 法国法郎
法國法郎（符号：₣，简写为FF或F），曾是法国以及摩纳哥和安道尔的流通货币。现在，这些国家也都已经转用欧元。因為法語的讀法，書寫時法郎的符號習慣放置在數字之後（如22₣）。

## 历史

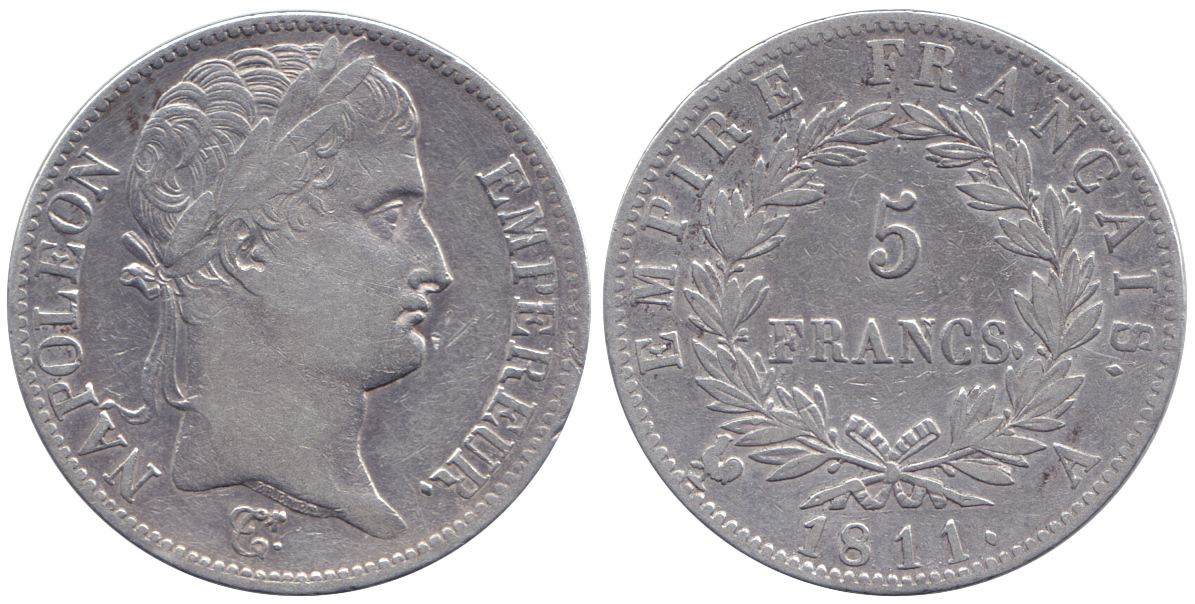
拿破仑5法郎银幣（1811年）。

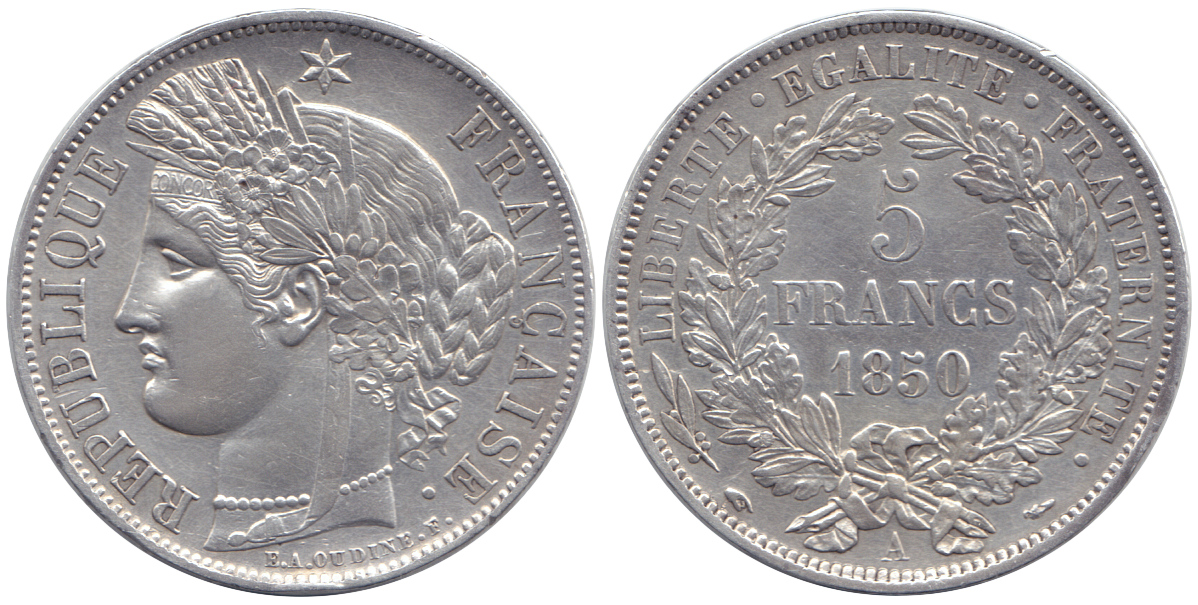
法蘭西第二共和國5法郎银幣（1850年）。

法國法郎的硬幣最早在1360年法國國王約翰二世时鑄造。法国大革命后推行公制，1795年，法郎開始作爲标准貨幣在法國流通，取代原有的里弗尔。1法郎等于100生丁（centimes）。1法郎硬幣的成份為5克成色90%的白银。此外还铸造了重6.45克成色90%的黃金（含金量5.805克）价值20法郎的拿破仑金币。
法郎最初为金银复本位货币。1865年在法国的倡导下，法国、意大利、瑞士和比利时在巴黎召开会议，宣布组建拉丁货币同盟（希腊、西班牙、罗马尼亚、委内瑞拉等国后来加入），实施基于法国体系的金银复本位货币制度。其成员国承诺只铸造100法郎、50法郎、20法郎、10法郎和5法郎的金币，以及5、2、1法郎和50、20生丁的银币。美国在南北战争之后发行的5美元鹰徽金币和英国的主權金币（Sovereign，合30先令或1.5英镑）价值均接近25法郎，因此两国提出以法国发行25法郎金币的方式同拉丁货币同盟建立联系，但这一建议被担心货币重铸成本的法国拒绝。
由于金银比价在19世纪后期不断跳动，导致金银复本位制度的崩溃。在法国，金银比价从1807年至1870年的1:15变为1874年的1:16.17，黄金大量流出，法国不得不于1876年实行金本位制度，废止5法郎银币的流通，并规定法郎含金量为0.2903225克。
第一次世界大战后，法国采取纸币通货膨胀的政策，法郎发生贬值，到1922年时，其购买力已跌至1915年的43%，同英镑的比价从1914年的25.22:1跌到1926年的240.2:1。法国不得不终止金本位的实行。1928年法国制订新货币法，规定法郎含金量为0.065克，仅相当于一战前的1/5。
第二次世界大戰後，法国再度发生恶性通货膨胀，同英镑比价跌至接近1:1000。1960年發行新法郎（Nouveau Franc），確定其幣值為舊法郎的100倍，相当于0.1802克黃金。
2002年1月1日歐元發行之後，法郎已逐漸的停止流通，法國的國家銀行，法蘭西銀行在2002年已停止兌換某些法郎舊鈔，而2005年後，舊鈔中的高乃依（Corneille）系列（有5法郎、100法郎）或10法郎白遼士（Berlioz）系列的鈔票也不能再換歐元。在法國流通的法郎剩下幾種用到2012年2月17日，分別是：
- 500法郎“皮埃爾和玛丽·居里”（Pierre et Marie Curie，1995年3月發行），
- 200法郎的“居斯塔夫·艾菲爾”（Gustave Eiffel，1996年10月發行）
- 100法郎的“塞尚”（Paul Cezanne，1997年12月發行），
- 50法郎的“聖·埃克蘇佩里”（Saint-Exupéry，1993年10月發行）
- 20法郎的“德彪西” （Debussy，1981年10月發行）。

下列舊鈔則用到2009年
- 500法郎的“帕斯卡”（Pascal，1969年1月發行），
- 200法郎的“孟德斯鸠” （Montesquieu，1982年7月發行），
- 100法郎的“德拉克罗瓦”（Delacroix，1979年8月發行），
- 50法郎的“莫里斯·康坦·德·拉圖爾” （Quentin de La Tour，1977年4月發行）。